# アドルフ・アッピアン
アドルフ・アッピアン（Adolphe Appian、本名: Jacques Barthélemy Appian、1818年8月23日 - 1898年4月29日）はフランスの画家、版画家である。「リヨン派」の画家の一人とされる。

## 略歴
リヨンに生まれた。1833年から1836年まで、リヨン国立高等美術学校（École nationale supérieure des beaux-arts de Lyon）で、グロボン（Jean-Michel Grobon）やティエラ（Augustin Alexandre Thierrat）に学んだ後、リヨンの特産品である絹製品の染色デザイナーとして働いた後、風景画家となった。
1835年に初めて、サロン・ド・パリに出展し、1847年からはリヨンのサロンに出展し、1855年からは両方のサロンに出展を続けた。
1852年にバルビゾン派の画家、ジャン＝バティスト・カミーユ・コローとシャルル＝フランソワ・ドービニーと知り合い、アッピアンへの彼らの影響は長く続いた。1862年のロンドン万国博覧会に出展し、1867年に作品のひとつが皇帝、ナポレオン3世に買い上げられた。この頃、色彩が明るいものに変化した。1868年のサロン・ド・パリで金賞を受賞し、1889年のパリ万国博覧会にも出展した。
フランスの多くの画家が描いたルシヨンのような村の風景を描き、夏はオーヴェルニュ＝ローヌ＝アルプ地域圏のアルトマール（Artemare）で過ごし、Valromeyなどの風景を描いた。バルビゾン派の画家たちとフォンテーヌブローを何度か訪れた。
1892年にレジオン・ドヌール勲章シュヴァリエを受勲した。1898年にリヨンで没した。

## 作品

### 油絵

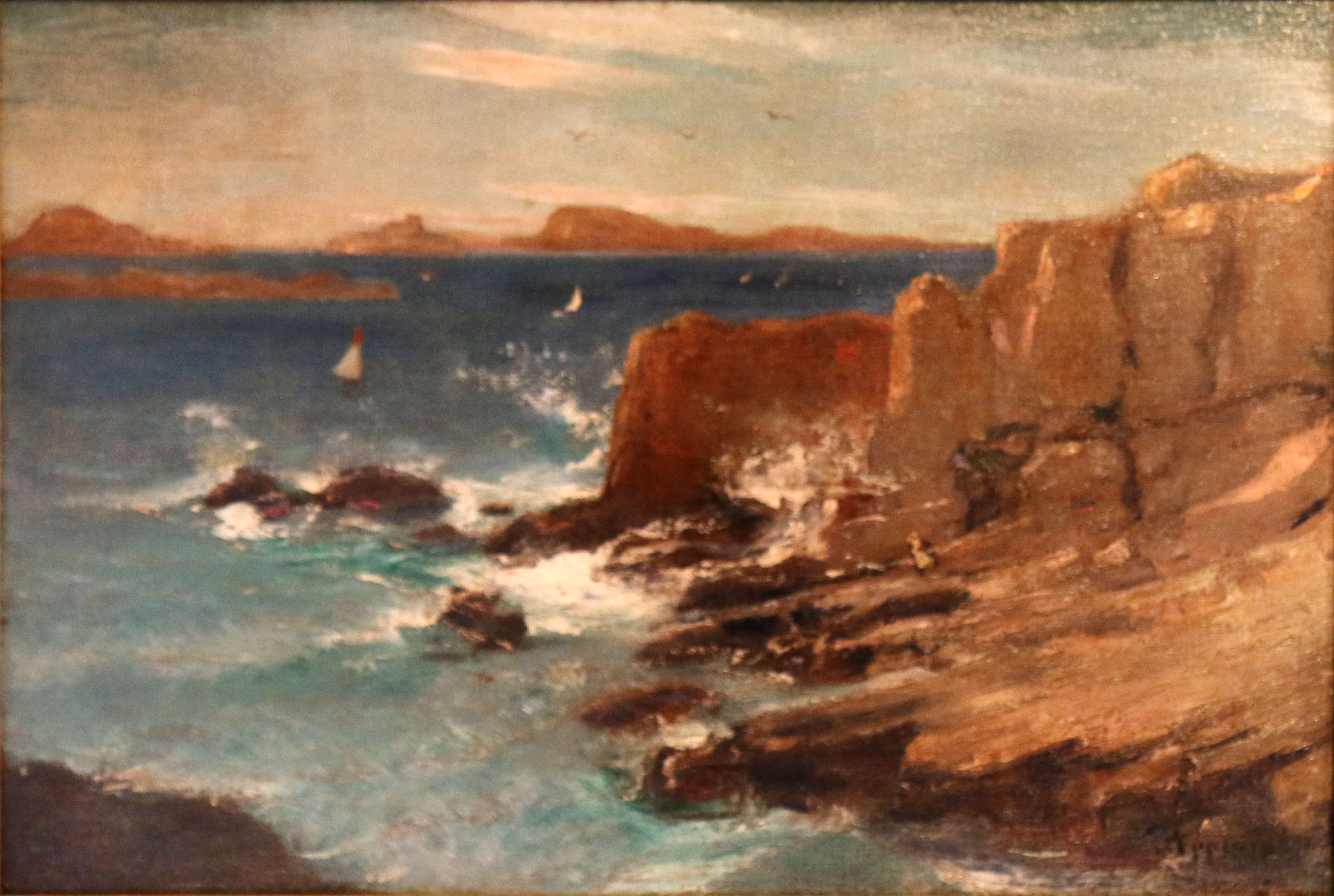
"Calanques de Marseille"
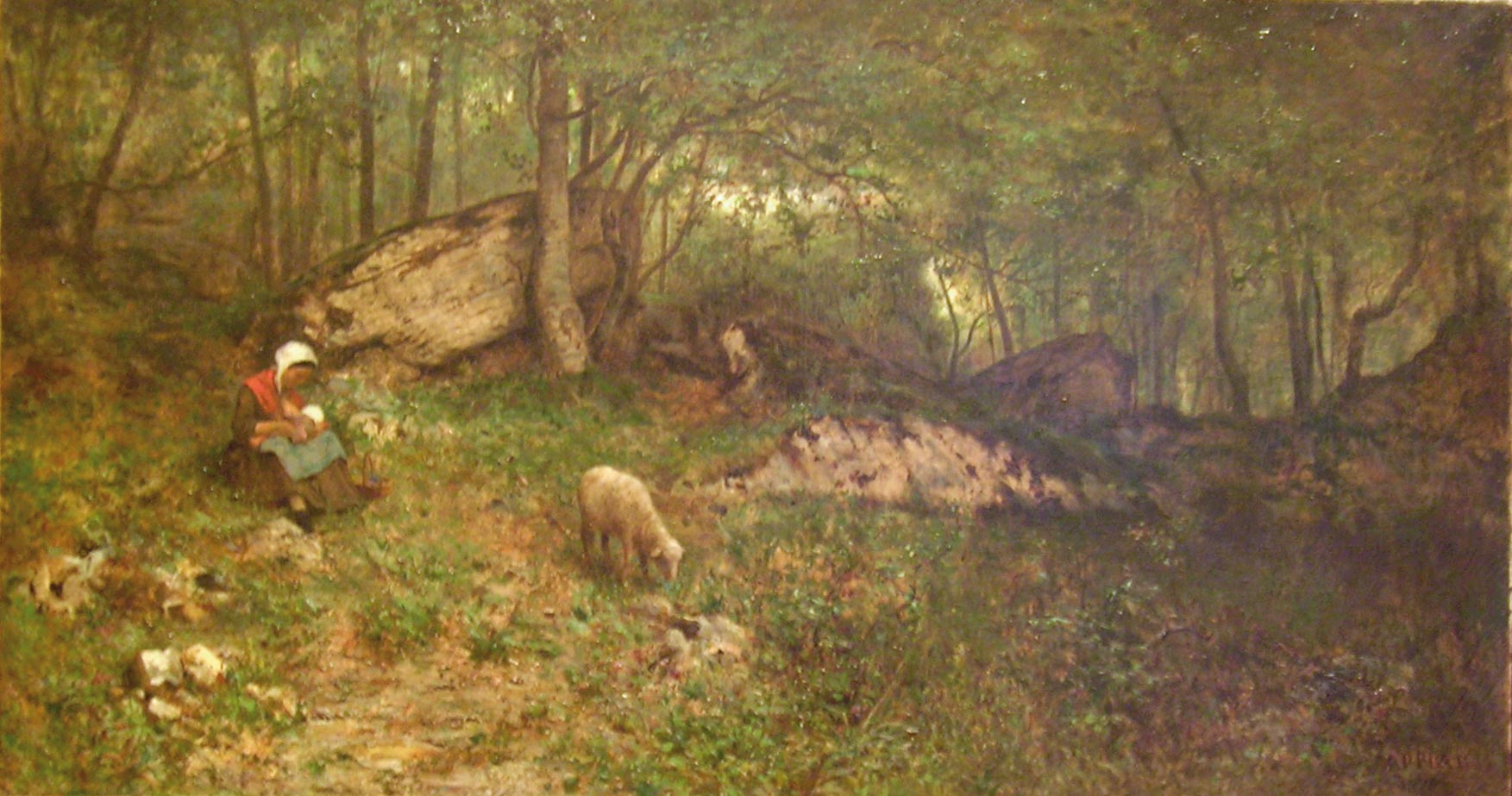
ルシヨンの風景
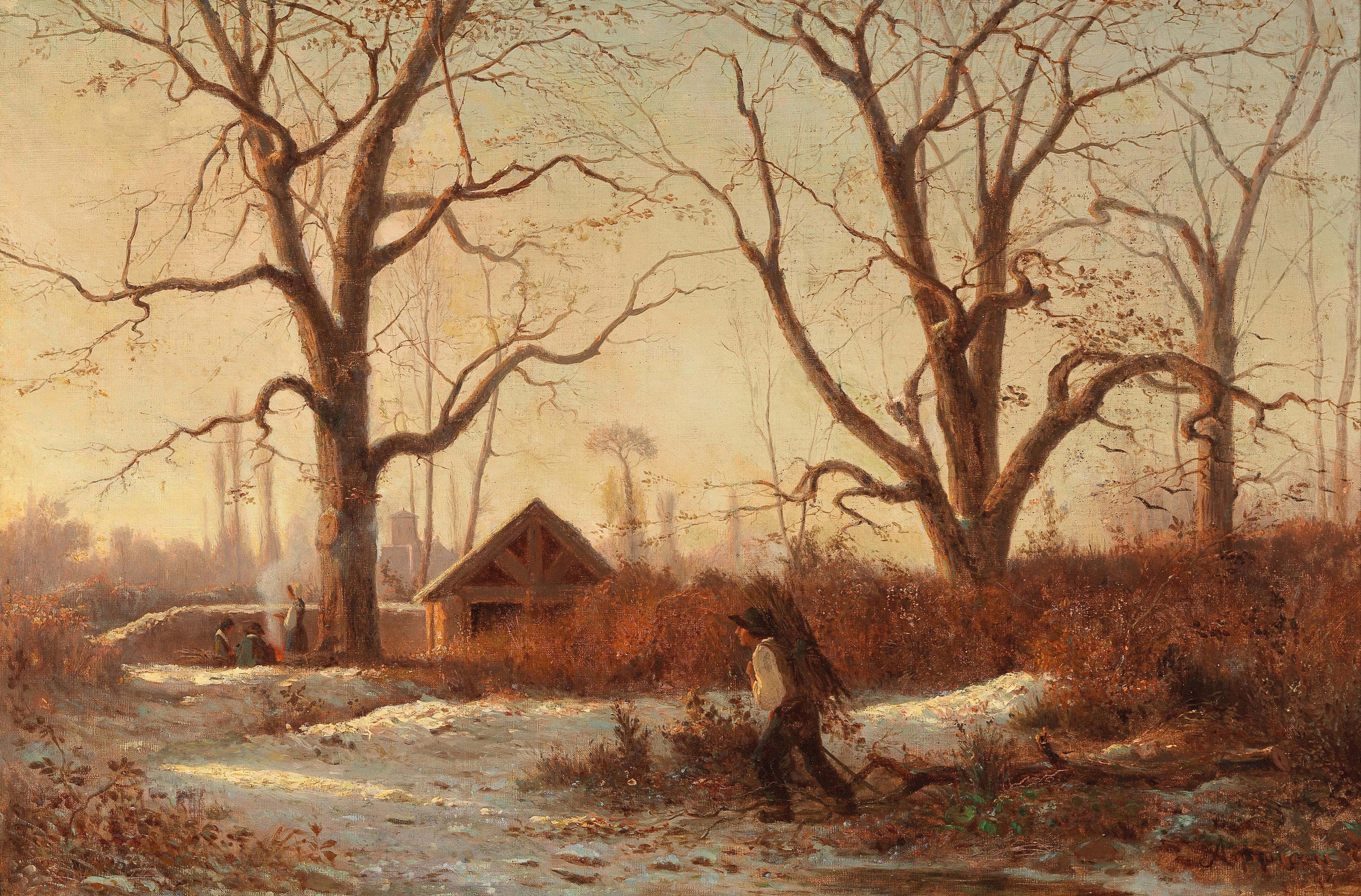
柴集めのいる冬の風景

### 版画

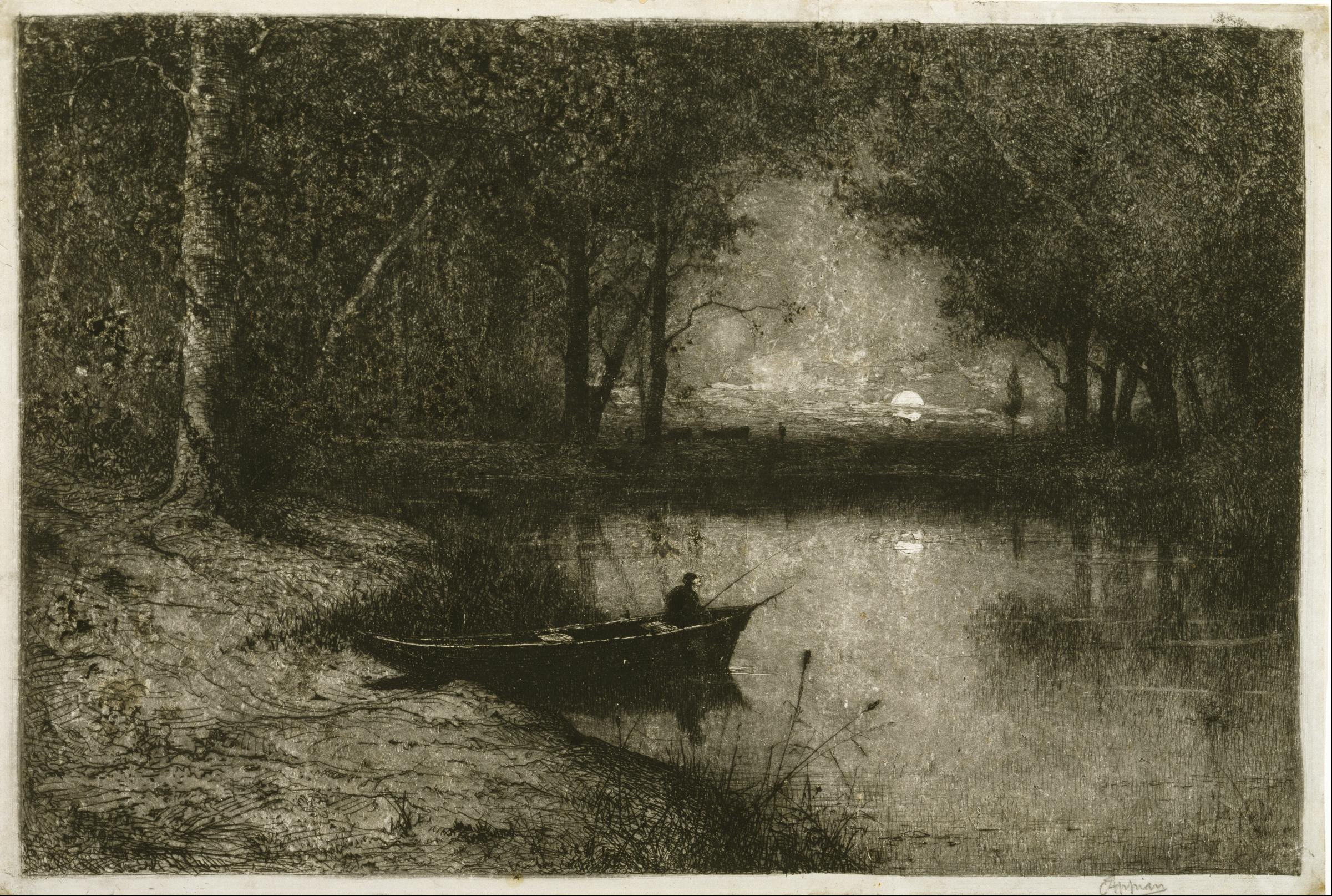
川辺の釣船の漁師
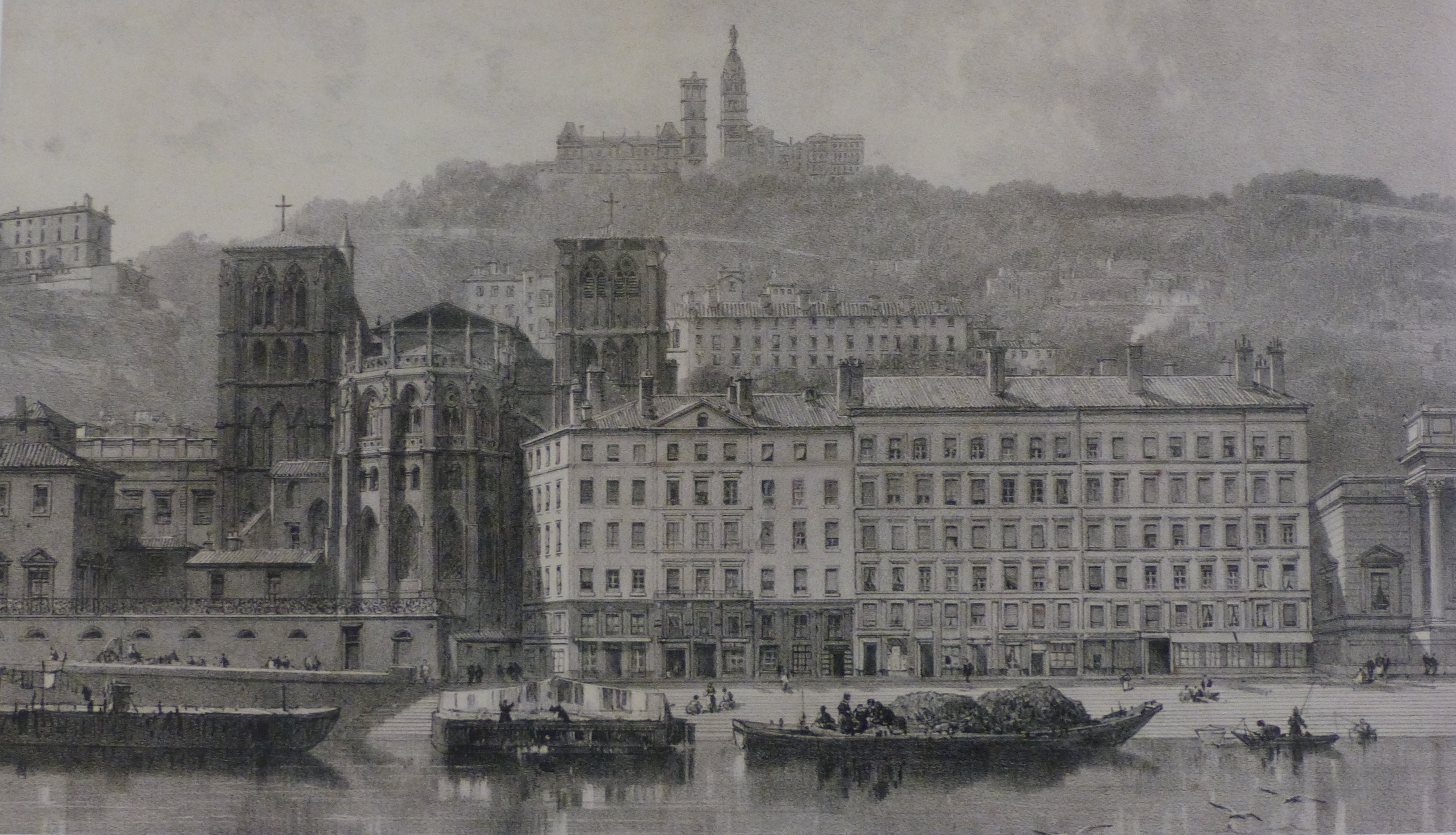
リヨンの港の風景
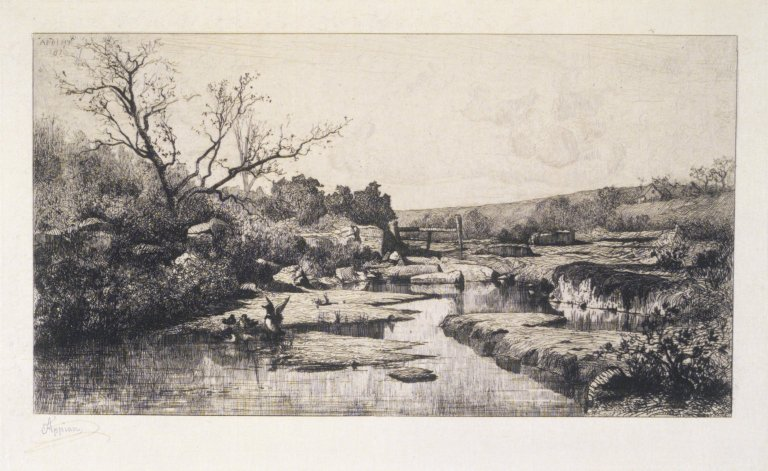
"Source de l'Albarine"